# Journal of the London Mathematical Society
Le Journal of the London Mathematical Society est une revue mathématique à comité de lecture qui publie des articles dans un large éventail de sujets  mathématiques. Elle existe  depuis 1926.

## Description
Les articles acceptés peuvent être longs : ils doivent avoir 18 pages ou plus. Le comité de rédaction est commun avec le Bulletin et les Transactions of the London Mathematical Society.
Le Journal est entièrement détenu et géré par la London Mathematical Society, et n'est plus géré par Oxford University Press. John Wiley & Sons en assure la diffusion. Les revenus excédentaires de son programme de publication sont utilisés pour soutenir les mathématiciens et la recherche en mathématiques sous la forme de subventions de recherche, de subventions pour les conférences, de prix, d'initiatives pour les chercheurs en début de carrière et de promotion des mathématiques. 
Le Journal paraît tous les deux mois : depuis 1994, les articles sont groupés en deux volumes annuels, chacun composé de 3 numéros. À titre d'exemple, le volume 100, du 2e semestre de l'an 2019, comportait plus de 1000 pages.
Conformément à la règle d’accès ouvert de la London Mathematical Society et de Wiley, l’accès en ligne est libre pour les articles publiés en formule Gold, c'est-à-dire avec les frais de composition payés par l'auteur.

## Historique
Le Journal a connu plusieurs évolutions :
- 1926-1969 : The Journal of the London Mathematical Society  publié par la London Math. Soc., abrégé en  J. London Math. Soc.
- Journal of the London Mathematical Society. Second Series :
  - - 2006, publié par la London Math. Soc. et Cambridge Université Press, abrégé en J. London Math. Soc. (2)
  - 2007 - maintenant, publié par la London Math. Soc. et Wiley , abrégé en J. Lond. Math. Soc. (2).

## Indexation et publication des résumés
Les résumés sont publiés et les articles sont indexés par Mathematical Reviews, Science Citation Index et Zentralblatt MATH.
Sur SCImago Journal Rank le facteur d'impact pour 2019 est 1,82 La revue est classée dans le premier quartile des revues de mathématiques depuis 2002. 

## Articles liés
- Liste des journaux scientifiques en mathématiques
- London Mathematical Society